# Октябрський сільський округ (Костанайський район)
Октя́брський сільський округ (каз. Октябрь ауылдық округі, рос. Октябрьский сельский округ) — адміністративна одиниця у складі Костанайського району Костанайської області Казахстану. Адміністративний центр — село Октябрське.
Населення — 3534 особи (2021; 3603 у 2009, 3448 у 1999, 3617 у 1989).
Станом на 1989 рк існувала Радгоспна сільська рада (села Нечаєвка, Пригородне, Рибне, селища Красний Кордон, Лиманний, Молокановка, Октябрський, Шоккарагай) Убаганського району. Пізніше територія, окрім селища Красний Кордон, була передана до складу Костанайського району. 1998 року Радгоспний сільський округ перейменовано в Октябрський.

## Склад
До складу округу входять такі населені пункти:
| Населений пункт   | Старі назви | Населення, осіб (1989) | Населення, осіб (1999) | Населення, осіб (2009) | Населення, осіб (2021) |
| ----------------- | ----------- | ---------------------- | ---------------------- | ---------------------- | ---------------------- |
| Лиманне, село     | Лиманний    | 325                    | 365                    | 375                    | 363                    |
| Молокановка, село | -           | 462                    | 469                    | 462                    | 457                    |
| Нечаєвка, село    | -           | 823                    | 704                    | 688                    | 568                    |
| Октябрське, село  | Октябрський | 1311                   | 1397                   | 1628                   | 1809                   |
| Пригородне, село  | -           | 175                    | -                      | -                      | -                      |
| Рибне, село       | -           | 244                    | 275                    | 279                    | 211                    |
| Шоккарагай, село  | -           | 277                    | 238                    | 171                    | 126                    |